# 카니야스역
카니야스역(스페인어: Canillas)은 마드리드 지하철 4호선의 역이다. 마드리드 오르탈레사 구 마추피추 거리 지하에 위치해 있다. 역 부근에는 드림스 팔라시오 데 이엘로 쇼핑센터가 있다. 요금구역상으로는 A구역에 속한다.

## 역사
1998년 4월 27일 4호선이 마르 데 크리스탈 역까지 연장되면서 영업을 개시하였다. 당시 개통된 8호선의 마르 데 크리스탈-캄포 데 라스 나시오네스 구간과의 환승 연계를 돕기 위한 것이었다.

## 환승 정보
역 주변에 시내버스 정류장이 여섯 곳 있다.
버스
- 시내버스
  - 73, 112, 120, 122, 153번 노선 (주간)
  - N3번 노선 (야간)

지하철
| 마드리드 지하철       | 마드리드 지하철       | 마드리드 지하철                     |
| --------------------- | --------------------- | ----------------------------------- |
| 에스페란사 아르궤예스 | 마드리드 지하철 4호선 | 마르 데 크리스탈 피나르 데 차마르틴 |